# (4207) Chernova
(4207) Chernova est un astéroïde de la ceinture principale.

## Description
(4207) Chernova est un astéroïde de la ceinture principale. Il fut découvert le 5 septembre 1986 à la station Anderson Mesa par Edward L. G. Bowell. Il présente une orbite caractérisée par un demi-grand axe de 3,02 UA, une excentricité de 0,06 et une inclinaison de 9,0° par rapport à l'écliptique.

## Compléments